# Приливная электростанция
Прили́вная электроста́нция (ПЭС) — особый вид гидроэлектростанции, использующий энергию приливов, а фактически кинетическую энергию вращения Земли. 
Приливные электростанции строят на берегах морей, где гравитационные силы Луны и Солнца дважды в сутки изменяют уровень воды. Колебания уровня воды у берега могут достигать 18 метров.

## Описание
Для получения энергии залив или устье реки перекрывают плотиной, в которой установлены гидроагрегаты, которые могут работать как в режиме генератора, так и в режиме насоса (для перекачки воды в водохранилище для последующей работы в отсутствие приливов и отливов). В последнем случае они называются гидроаккумулирующими электростанциями.
Также гидротурбины для выработки электроэнергии могут устанавливаться на морское судно (SR-2000).
Преимуществами ПЭС являются экологичность и низкая себестоимость производства энергии. Недостатками — высокая стоимость строительства и изменяющаяся в течение суток мощность, из-за чего ПЭС может работать только в составе энергосистемы, располагающей достаточной мощностью электростанций других типов.
Существует мнение, что работа приливных электростанций тормозит вращение Земли, что может привести к негативным экологическим последствиям. Однако ввиду колоссальной массы Земли кинетическая энергия её вращения (~1029 Дж) настолько велика, что работа приливных станций суммарной мощностью 1000 ГВт будет увеличивать длительность суток лишь на ~10−14 секунды в год, что на 9 порядков меньше естественного приливного торможения (~2⋅10−5 с в год).

## Построенные ПЭС
ПЭС использовались, используются или проектируются во Франции, России, Великобритании, Канаде, Китае, Индии, США и других странах. На 2018 год в мире действовали пять ПЭС с суммарной установленной мощностью 519,6 МВт: 
- Ля-Ранс (Франция, 1966, текущая установленная мощность 240 МВт, площадь резервуара 22 км2);
- Кислогубская ПЭС (Россия, 1968, 1,7 МВт, 2 км2);
- Аннаполис (Канада, 1984, 20 МВт, 6 км2; закрыта в 2019[5]);
- Цзянься (Китай, 1985, 3,9 МВт, 2 км2);
- Сихва (Южная Корея, 1994, 254 МВт, 30 км2).

Первая экспериментальная ПЭС была построена в 1913 году в бухте Ди в районе Ливерпуля.
Первая в мире крупная ПЭС Ля-Ранс была построена в 1966 году во Франции, в эстуарии реки Ранс (Северная Бретань). Она имеет самую большую в мире плотину длиной 800 м и 24 турбины общей мощностью 240 МВт. Плотина также служит мостом, по которому проходит автострада, соединяющая города Сен-Мало и Динард.
В СССР первая приливная электростанция (экспериментальная Кислогубская ПЭС в Кислой губе на побережье Баренцева моря) была введена в эксплуатацию и дала ток в 1969 году. В дальнейшем были разработаны проекты строительства Мезенской ПЭС в Мезенской губе (мощность 11 ГВт) на Белом море, Пенжинской ПЭС на Пенжинской губе и ПЭС в Тугурском заливе (мощностью 8000 МВт) на Охотском море.
Начавшийся в 1973 году топливно-энергетический кризис привёл к росту мировых цен на нефть и нефтепродукты и осложнил положение в зависимой от импорта энергоносителей экономике Японии. В результате, к 1974 году несколько небольших приливных электростанций были построены на побережье Японских островов.
Другие известные станции: южнокорейская Сихвинская ПЭС (построена в 2009 году, установленная мощность 254 МВт, на 2018 год являлась крупнейшей ПЭС мира), канадская ПЭС Аннаполис (с 1984 по 2019 год, 20 МВт). Завершившиеся эксперименты: британская СиДжен, норвежская ПЭС Хаммерфест, ПЭС у острова Рузвельта (Нью-Йорк).

## Проектируемые ПЭС
На этапе проектирования находится Северная ПЭС в губе Долгая-Восточная на Кольском полуострове мощностью 12 МВт. 

## В литературе
Одно из первых ранних упоминаний и описаний работы приливных ГЭС указывается в романе Бернхарда Келлермана «Туннель» (1913).